# Hevesaranyos
Hevesaranyos là một thị trấn thuộc hạt Heves, Hungary. Thị trấn này có diện tích 17,02 km², dân số năm 2010 là 632 người, mật độ 37 người/km².